# Juicios por brujería de Fulda

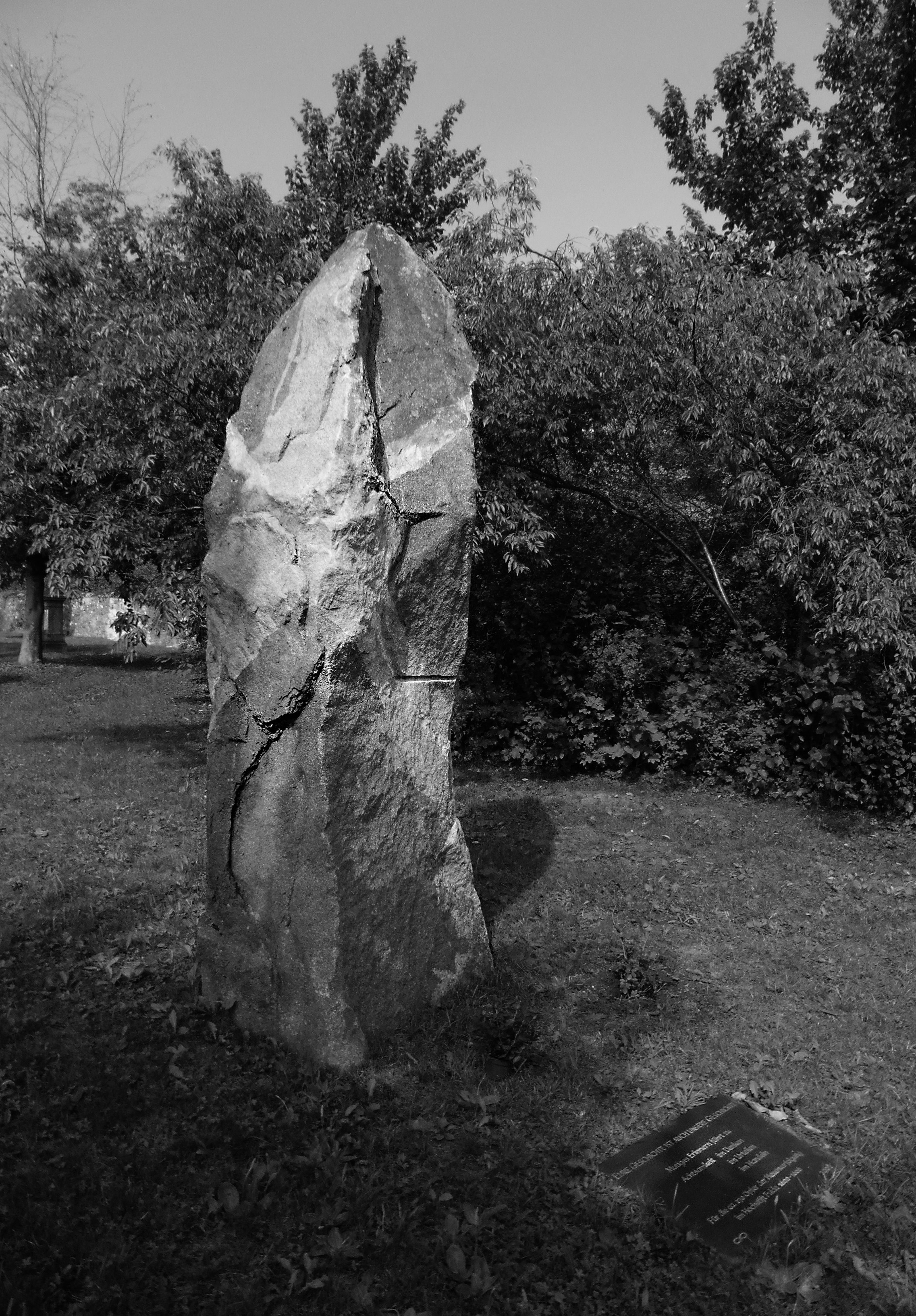
Memorial.

Los juicios por brujería de Fulda fueron una serie de audiencias locales, posteriormente seguidas por procesos judiciales formales, llevados a cabo por las autoridades con el objetivo de procesar y después, en caso de culpabilidad, castigar delitos de brujería en la ciudad de Fulda (Alemania) y su área rural inmediata, entre 1603 y 1606, que resultó en la muerte de cerca de 250 personas.

## Desarrollo
Los juicios fueron ordenados por el príncipe-abad Balthasar von Dernbach, quien retomó el poder en la Abadía de Fulda en 1602, tras haber sido depuesto en 1576 y pasar en el exilio más de veinte años. Los juicios fueron presididos por la mano derecha de Dernbach, Balthasar Nuss, Zentgraf de Hofbieber y Malefizmeister. Las investigaciones comenzaron en marzo de 1603. Una de las primeras víctimas fue Merga Bien, quien también es la más conocida, al ser su caso juzgado por la Cámara de la Corte Imperial.
Los juicios fueron interrumpidos tras la muerte de Dernbach, el 15 de marzo de 1606. Balthasar Nuss fue detenido y acusado de enriquecimento ilícito. Permaneció bajo custodia por 13 años, siendo decapitado en 1618.

## Cronología de las principales ejecuciones
- 1603: Merga Bien, la víctima más famosa.
- 1604, junio: Nueve mujeres quemadas vivas.
- 1604, agosto: Nueve hombres ejecutados simultáneamente.
- 1604, septiembre: Once mujeres son quemadas vivas.
- 1604, septiembre: Doce mujeres quemadas vivas.
- 1604, octubre: Diez mujeres quemadas vivas.
- 1604, diciembre: Ocho mujeres son quemadas vivas.
- 1605, mayo: Trece mujeres quemadas.
- 1605, junio: Doce mujeres quemadas.
- 1605, julio: Doce mujeres quemadas.
- 1605, agosto: Doce mujeres quemadas vivas.
- 1605, octubre: Diez mujeres quemadas vivas.
- 1605, noviembre: Once mujeres son quemadas vivas.
- 1606, marzo: Siete mujeres quemadas vivas.